# Fukuchiyama (Kioto)
Fukuchiyama (福知山市 Fukuchiyama-shi?) es una ciudad localizada en la prefectura de Kioto, Japón. En junio de 2019 tenía una población de 76.827 habitantes y una densidad de población de 139 personas por km². Su área total es de 552,54 km².
Desde que se le otorgó el estatus de ciudad el 1 de abril de 1937, Fukuchiyama ha crecido en tamaño y población. En el 1937, la ciudad tenía 32.600 habitantes y un área de 61,67 km². Hoy, luego de la incorporación de los distritos de Miwa, Yakuno y Oe, el 1 de enero de 2006, la ciudad cuenta con una población de más de 84.000 habitantes y un área que se extiende unos 553 km²
Esta antigua ciudad emplazada alrededor de un castillo, se convirtió en el centro de las 
comunicaciones del norte de la región de Kinki a principios de este siglo y comenzó su desarrollo como ciudad comercial cuando fue construida la vía férrea que la unió con las ciudades de Osaka y Kioto. 
Hoy, el desarrollo de nuevas zonas industriales como la de Osadano, la apertura del edificio de la estación de Fukuchiyama, la nueva construcción del Hospital Municipal y la construcción de alcantarillados así como de parques sustentados con capital social entre otros, están convirtiendo a la ciudad de Fukuchiyama en el núcleo económico e industrial del norte de la región de Kinki. 
Además, Fukuchiyama cuenta con la única universidad con sistema de 4 años del norte de Kinki y con varios centros de educación secundaria. 
Entre las atracciones turísticas de la ciudad, se encuentran el Castillo de Fukuchiyama, construido entre el 1580 y el 1600 por Akechi Mitsuhide , el onsen (aguas termales) de Fukuchiyama y, en el verano, la Danza de Fukuchiyama (Fukuchiyama ondo).

## Geografía

### Localidades circundantes
- Prefectura de Kioto
  - Maizuru
  - Ayabe
  - Miyazu
  - Kyōtamba
  - Yosano

## Demografía
Según datos del censo japonés, la población de Fukuchiyama ha disminuido en los últimos años.
| Año del censo | Población |
| ------------- | --------- |
| 1995          | 82.555    |
| 2000          | 83.120    |
| 2005          | 81.977    |
| 2010          | 79.652    |
| 2015          | 78.935    |

## Castillo de Fukuchiyama
El castillo fue construido en 1579 por Akechi Mitsuhide en la cima de una colina bajo las órdenes de Oda Nobunaga por los ataques en la zona de Tanba. Luego de la batalla de Sekigahara para 1600 Arima Toyouji se convirtió en señor del castillo; lo expandió y fortificó para llegar a lo que hoy se conoce como el castillo de Fukuchiyama. Este fue el señor del castillo hasta que cambio de manos en 1669. De allí hasta la restauración Meiji, por trece generaciones la familia Kutsuki gobernó Fukuchiyama.
El castillo es un sitio histórico local y se encuentre dentro de la ciudad del mismo nombre. Se encuentra encima de una colina al cual se accede a pie, tiene tres niveles y cuatro pisos y fue reconstruido en concreto en 1985.